# Steve Walsh (musiker)

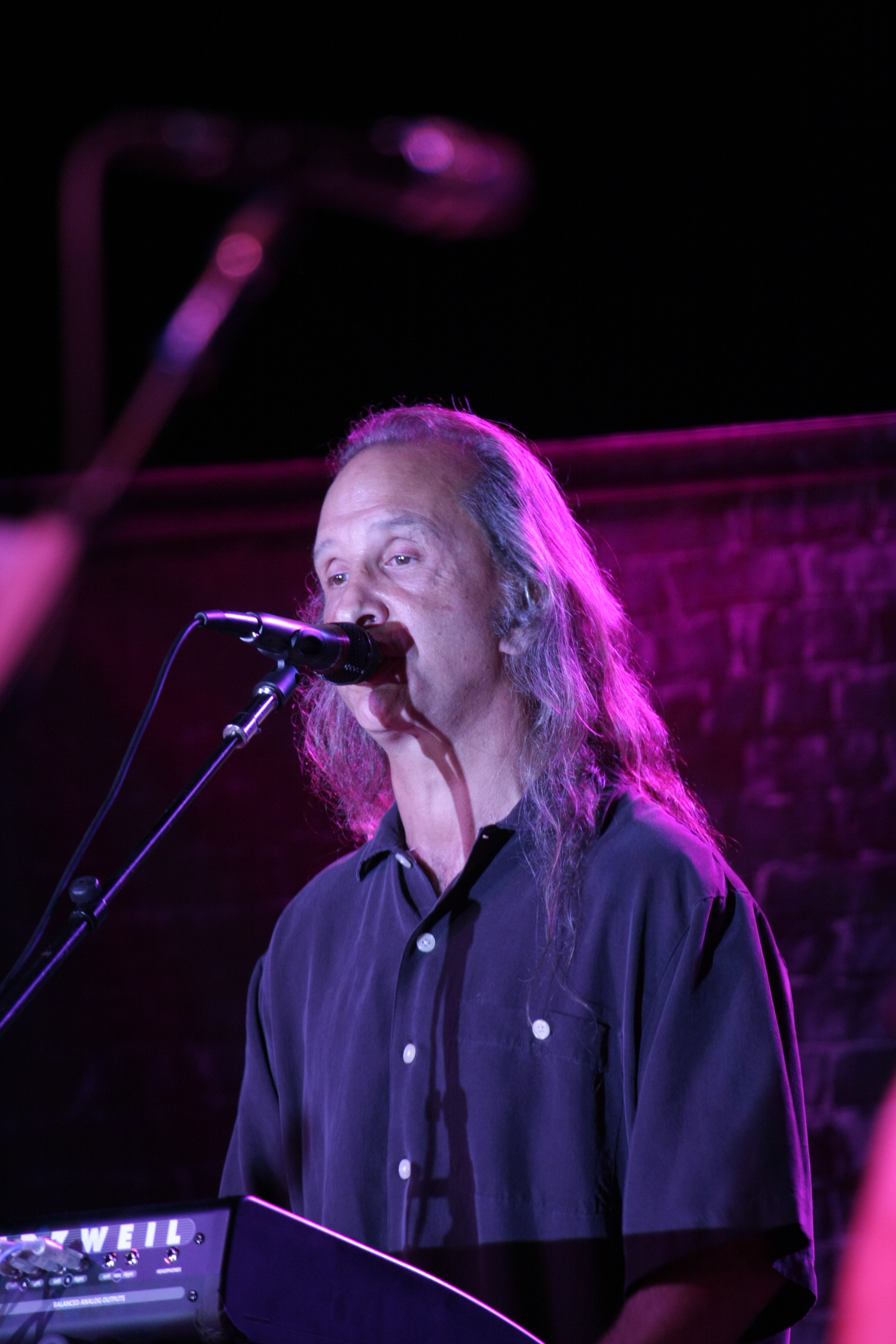
Steve Walsh 2008.

Steve Walsh, född 15 juni 1951 i Saint Louis, Missouri, är en amerikansk musiker, sångare och låtskrivare som är mest känd för att ha varit medlem i rockbandet Kansas till 2014 då han lämnade bandet. Han sjunger på fyra av gruppens största hits, "Carry On Wayward Son", "Dust in the Wind", "Point of Know Return" och "All I Wanted", varav de två sistnämnda låtarna är skrivna av honom själv ihop med några av de andra medlemmarna.